# Orange County (Florida)
Das Orange County ist ein County im Bundesstaat Florida der Vereinigten Staaten. Der Verwaltungssitz (County Seat) ist Orlando.

## Geographie
Das County hat eine Fläche von 2601 Quadratkilometern, wovon 251 Quadratkilometer Wasserfläche sind. Es grenzt im Uhrzeigersinn an folgende Countys: Seminole County, Brevard County, Osceola County und Lake County. Zusammen mit den Countys Lake, Osceola und Seminole bildet das County die Metropolregion Greater Orlando.

## Geschichte
Das Mosquito County wurde am 29. Dezember 1824 aus Teilen des St. Johns County gebildet. 1845 wurde es in Orange County umbenannt, nach der Frucht, die hier angepflanzt wurde und durch deren Vermarktung sich die Menschen einen einfachen Wohlstand sicherten. Heute gibt es keine kommerziell betriebenen Orangenplantagen mehr im Orange County, allerdings noch einige Abpackbetriebe und weiterverarbeitende Betriebe, die die Orangen aus dem Süden Floridas beziehen.
Anfang 2024 ließ die Stadtverwaltung knapp 700 literarische Werke aus örtlichen Schulen entfernen, darunter Bücher von Ovid, Philip K. Dick, John Green, J. K. Rowling, Margret Atwood und Aldous Huxley. Diese gab an, damit einem bundesstaatsweiten Gesetz nachkommen zu wollen.

## Demografische Daten
Nach der Volkszählung im Jahr 2010 lebten im Orange County 1.145.956 Menschen in 487.014 Haushalten. Die Bevölkerungsdichte betrug 487,6 Einwohner pro Quadratkilometer. Ethnisch betrachtet setzte sich die Bevölkerung zusammen aus 63,6 % Weißen, 20,8 % Afroamerikanern, 0,4 % Indianern und 4,9 % Asian Americans. 6,8 % waren Angehörige anderer Ethnien und 3,4 % verschiedener Ethnien. 26,9 % der Bevölkerung bestand aus Hispanics oder Latinos.
Im Jahr 2010 lebten in 35,0 % aller Haushalte Kinder unter 18 Jahren sowie 19,4 % aller Haushalte Personen mit mindestens 65 Jahren. 64,8 % der Haushalte waren Familienhaushalte (bestehend aus verheirateten Paaren mit oder ohne Nachkommen bzw. einem Elternteil mit Nachkomme). Die durchschnittliche Größe eines Haushalts lag bei 2,64 Personen und die durchschnittliche Familiengröße bei 3,19 Personen.
27,1 % der Bevölkerung waren jünger als 20 Jahre, 31,9 % waren 20 bis 39 Jahre alt, 26,7 % waren 40 bis 59 Jahre alt und 14,2 % waren mindestens 60 Jahre alt. Das mittlere Alter betrug 34 Jahre. 49,2 % der Bevölkerung waren männlich und 50,8 % weiblich.
Das jährliche Durchschnittseinkommen eines Haushalts betrug 48.429 USD, dabei lebten 16,3 % der Bevölkerung unter der Armutsgrenze.
Im Jahr 2010 war englisch die Muttersprache von 67,43 % der Bevölkerung, spanisch sprachen 22,59 % und 9,98 % hatten eine andere Muttersprache.

## Kultur und Sehenswürdigkeiten

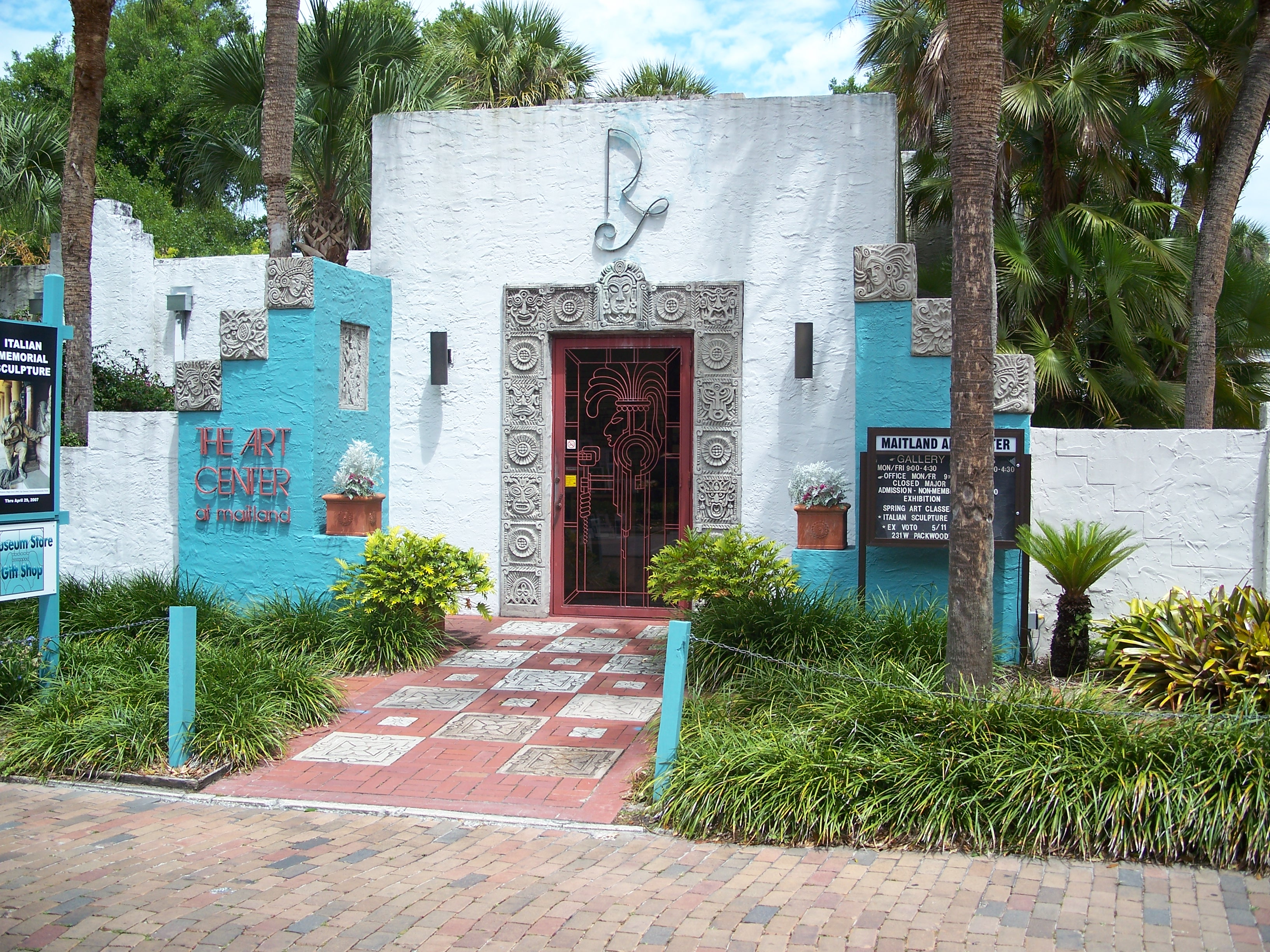
Maitland Art Center (2007). Diese ursprünglich als The Research Studio bekannte Künstlerkolonie wurde 1937 durch den Grafiker J. Andre Smith gegründet. Hier schufen unter anderem die Maler und Fotografen Ralston Crawford, Milton Avery und Consuelo Kanaga. Im November 1982 erfolgte der Eintrag des Anwesens in das NRHP. Im August 2014 erhielt das Maitland Art Center als bisher einzige Stätte im Orange County den Status eines National Historic Landmarks zuerkannt.

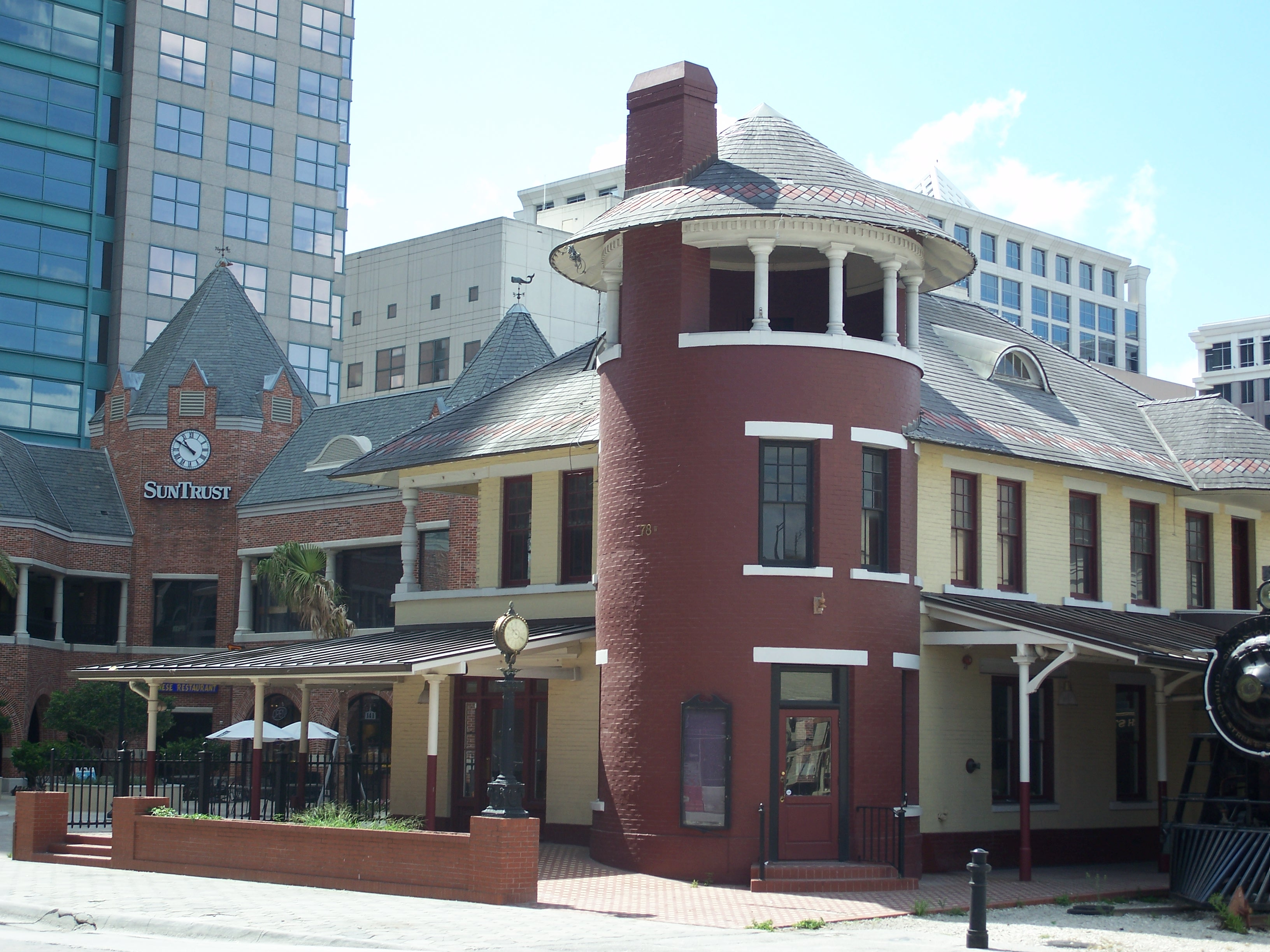
Old Orlando Railroad Depot (2007). Dieser Bahnhof entstand 1889 als Teil der South Florida Railroad. Im Jahr 1926 wurde er außer Dienst gestellt und hat seitdem mehrfach den Besitzer gewechselt. Im April 1976 wurde der ehemalige Bahnhof als erstes Objekt des Countys in das NRHP eingetragen.

57 Bauwerke, Stätten und Historic Districts („historische Bezirke“) im Orange County sind im National Register of Historic Places („Nationales Verzeichnis historischer Orte“; NRHP) eingetragen (Stand 8. Februar 2023), darunter hat das Maitland Art Center den Status eines National Historic Landmarks („Nationales historisches Wahrzeichen“).

## Weiterführende Bildungseinrichtungen
- ITT Technical Institute in Maitland
- Asbury Theological Seminary in Orlando
- Florida Hospital College of Health Sciences in Orlando
- Florida Metropolitan University in Orlando
- Florida Technical College in Orlando
- Herzing College in Orlando
- High-Tech Institute in Orlando
- International Academy of Design & Technology in Orlando
- ITT Technical Institute in Orlando
- Keller Graduate School of Management in Orlando
- University of Central Florida in Orlando
- University of Phoenix in Orlando
- Valencia Community College in Orlando
- Rollins College in Winter Park

## Orte im Orange County
Orte im Orange County mit Einwohnerzahlen der Volkszählung von 2010:
Cities:
- Apopka – 41.542 Einwohner
- Bay Lake – 47 Einwohner
- Belle Isle – 5.988 Einwohner
- Edgewood – 2.503 Einwohner
- Lake Buena Vista – 10 Einwohner
- Maitland – 15.751 Einwohner
- Ocoee – 35.579 Einwohner
- Orlando (County Seat) – 238.300 Einwohner
- Winter Garden – 34.568 Einwohner
- Winter Park – 27.852 Einwohner

Towns:
- Eatonville – 2.159 Einwohner
- Oakland – 2.538 Einwohner
- Windermere – 2.462 Einwohner

Census-designated places:
- Alafaya – 78.113 Einwohner
- Azalea Park – 12.556 Einwohner
- Bay Hill – 4.884 Einwohner
- Bithlo – 8.268 Einwohner
- Christmas – 1.146 Einwohner
- Clarcona – 2.990 Einwohner
- Conway – 13.467 Einwohner
- Doctor Phillips – 10.981 Einwohner
- Fairview Shores – 10.239 Einwohner
- Four Corners – 26.116 Einwohner
- Goldenrod – 12.039 Einwohner
- Gotha – 1.915 Einwohner
- Holden Heights – 3.679 Einwohner
- Horizon West – 14.000 Einwohner
- Hunters Creek – 14.321 Einwohner
- Lake Butler – 15.400 Einwohner
- Lake Hart – 542 Einwohner
- Lake Mary Jane – 1.575 Einwohner
- Lockhart – 13.060 Einwohner
- Meadow Woods – 25.558 Einwohner
- Oak Ridge – 22.685 Einwohner
- Orlovista – 6.123 Einwohner
- Paradise Heights – 1.215 Einwohner
- Pine Castle – 10.805 Einwohner
- Pine Hills – 60.076 Einwohner
- Rio Pinar – 5.211 Einwohner
- Sky Lake – 6.153 Einwohner
- South Apopka – 5.728 Einwohner
- Southchase – 15.921 Einwohner
- Taft – 2.205 Einwohner
- Tangelo Park – 2.231 Einwohner
- Tangerine – 2.865 Einwohner
- Tildenville – 511 Einwohner
- Union Park – 9.765 Einwohner
- University – 31.084 Einwohner
- Wedgefield – 6.705 Einwohner
- Williamsburg – 7.646 Einwohner
- Zellwood – 2.817 Einwohner